# United Airlines Tournament of Champions 1983
Lo  United Airlines Tournament of Champions 1983 è stato un torneo di tennis giocato sulla terra rossa. È stata la 4ª edizione del torneo, che fa parte del Virginia Slims World Championship Series 1983. Si è giocato a Orlando negli USA dal 18 al 24 aprile 1983.

## Campionesse

### Singolare
Martina Navrátilová ha battuto in finale  Andrea Jaeger con il punteggio di 6–1, 7–5

### Doppio
Billie Jean King /  Anne Smith hanno battuto in finale  Martina Navrátilová /  Pam Shriver con il punteggio di 6–3, 1–6, 7–6